# Gervasio González
Gervasio González.  Pelotero de la Liga Profesional Cubana de Béisbol.  Notable receptor que se convirtió con el pasar de los años en un maestro de su posición en todos los tiempos.  Electo al Salón de la Fama del béisbol profesional en 1939.

## Síntesis deportiva
Formó batería con el famoso “Diamante Negro” (José de la Caridad Méndez) desde que éste llegó al Almendares en 1908.
“Strike”, como le llamaban sus fanáticos, poseía un extraordinario sexto sentido para saber cuando una bola conectada de foul fly iba a las gradas y cuando no.
Pese a terminar su carrera con un discreto promedio de bateo de 247, logró pegarle bien a la pelota en situaciones exigentes.
En su mejor campaña con el madero (1915-1916) logró un asombroso average de 331 en 118 turnos, aunque únicamente dos veces pudo sobrepasar la marca de los 300 en su carrera.
Diez veces vistió uniforme para el Almendares, y el resto de sus años de servicio en el terreno los completó con el Habana, el Fe, el San Francisco, el White Sox y América.